# Last Time in New York
Last Time in New York (o traducido como "La última vez en Nueva York") es el tercer episodio de la novena temporada de la serie de televisión de CBS How I Met Your Mother y el episodio número 187 en total.

## Reparto

### Principal
- Josh Radnor como Ted Mosby
- Jason Segel como Marshall Eriksen
- Cobie Smulders como Robin Scherbatsky
- Neil Patrick Harris como Barney Stinson
- Alyson Hannigan como Lily Aldrin
- Cristin Milioti como La Madre (ausente)
- Bob Saget como Futuro Ted Mosby (voz, no acreditado)

## Trama
El viernes a las 2:00 p. m., 52 horas antes de la boda, Lily descubre la lista de cosas que Ted quiere hacer en Nueva York antes de que se mude a Chicago. Ella se vuelve frustrada con que ella es la única persona que sabe acerca de sus planes. Mientras ella revisa los elementos en la lista, Lily hace a Ted darse cuenta de que su lista es en realidad prueba de cuánto ama a Nueva York. Ella señala que la única cosa en la lista de Ted que él no ha logrado es tener un último whisky con Barney y obliga a Ted a admitir que él ha estado evitando a Barney y a Robin desde el día en que intentó ayudar a Robin a encontrar su medallón en el carrusel. Lily convence a Ted para despedirse de todas las cosas malas ya que las cosas buenas siempre lo esperarán. En algún momento durante su conversación, Lily y Robin revelan que ellas rompieron un Glen McKenna de 30 años que Ted había reservado para beber con Barney durante un duelo de espadas e intentó fingir lo que quedaba. Cuando Lily descubre que un duelo de espadas anterior de Ted y Marshall destruyó un vestido especial que estaba planeando llevar en la cena, ella les castiga, especialmente a Marshall cuando su viaje por carretera con Daphne le lleva a Wisconsin.
Mientras tanto, Robin y Barney se da cuenta de que tienen muy poco tiempo juntos antes de que lleguen sus parientes ancianos para su boda. Preocupados de que la unidad y la pasión en su relación se desvanecerá después de estar casados, buscan un lugar para tener sexo una última vez. Cuando ven que los bisabuelos de Robin están listos para saltar el uno hacia el otro incluso después de 60 años de matrimonio, ellos dejan de preocuparse de que su relación se vuelva aburrida y deciden enfrentarse a sus familiares.
Ted finalmente decide dejar de evitar a Barney y va con una botella y dos vasos con Barney. Antes de que Ted puede ofrecer el whisky, Barney revela que había visto a Ted y Robin en el carrusel donde ella había estado buscando su medallón perdido.

## Blog de Barney
Barney discute cómo sobrevivir a los ancianos.